# Hewlett (New York)
Pour les articles homonymes, voir Hewlett.
Hewlett  est un hameau et census-designated place (CDP) du comté de Nassau, dans l'État de New York aux États-Unis.